# Baldriga del Pacífic

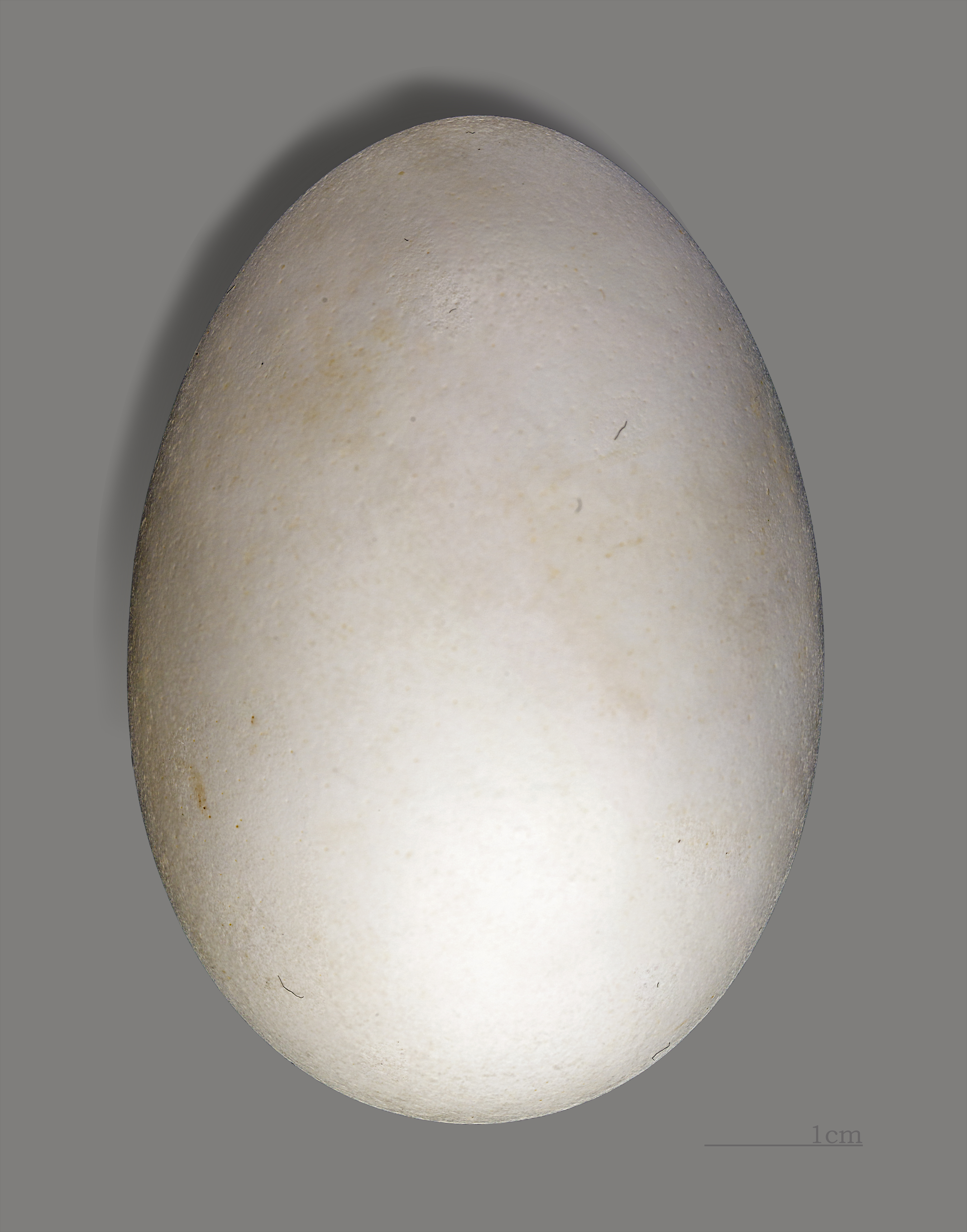
L'ou.

La baldriga del Pacífic (Ardenna pacifica) és una espècie d'ocell de la família dels procel·làrids (Procellariidae), d'hàbits pelàgics que habita als oceans Pacífic i Índic, entre els 35° S i els 35° N, criant a illes petites del Japó, les illes Revillagigedo, les Hawaii, les Seychelles i illes properes a Austràlia Occidental.